# Timpano (architettura)

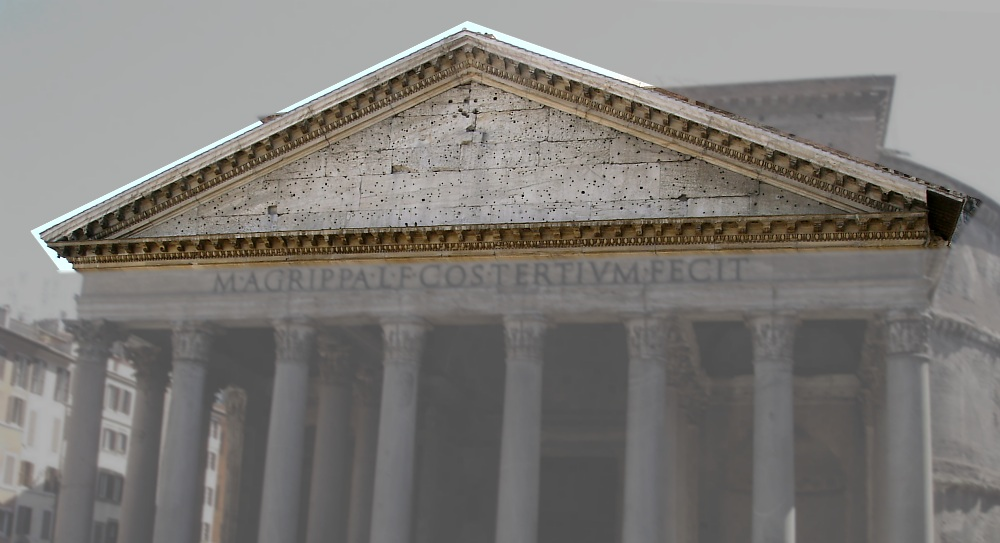
Evidenziato, il frontone del Pantheon di Roma; i suoi geison dentellati racchiudono il timpano

In architettura, il timpano è la superficie verticale triangolare racchiusa nella cornice del frontone, i cui tre lati si chiamano geison. I due spioventi sovrastanti i due geison inclinati che concludono l'edificio sono chiamati ciascuno sima. Spesso il timpano era ornato con decorazioni fittili dipinte o sculture oppure, vuoto, era schermato con materiali leggeri, come membrane animali, da cui il nome greco τύμπανον.
Il termine, usato anche come sinonimo di frontone, può indicare lo spazio racchiuso nella cornice soprastante portali e finestre. Il timpano è definito "spezzato" quando la sua cornice è interrotta in modo simmetrico privandolo, ad esempio, del vertice. Se si ha un arco al posto dei due spioventi, il timpano è detto curvo, o circolare. Nelle tombe del sito archeologico giordano di Petra è possibile osservare splendidi esempi di timpani triangolari, spezzati, circolari.

## Storia
Nell'antica architettura greca, romana e cristiana, i timpani degli edifici religiosi contengono spesso sculture frontali o mosaici con immagini religiose. Un timpano sopra una porta è molto spesso il luogo più importante, o unico, per la scultura monumentale all'esterno di un edificio. Nell'architettura classica e negli stili classici dal Rinascimento in poi, gli esempi principali sono generalmente triangolari; nell'architettura romanica, il timpano ha più spesso una forma semicircolare, o quella di una fetta più sottile dalla sommità di un cerchio, e nell'architettura gotica hanno una forma più verticale. Queste forme influenzano naturalmente le composizioni tipiche di qualsiasi scultura all'interno del timpano.
Le fasce di modanatura che circondano il timpano sono chiamate archivolto.
Nell'architettura medievale francese il timpano è spesso sostenuto da un pilastro decorato chiamato trumeau.

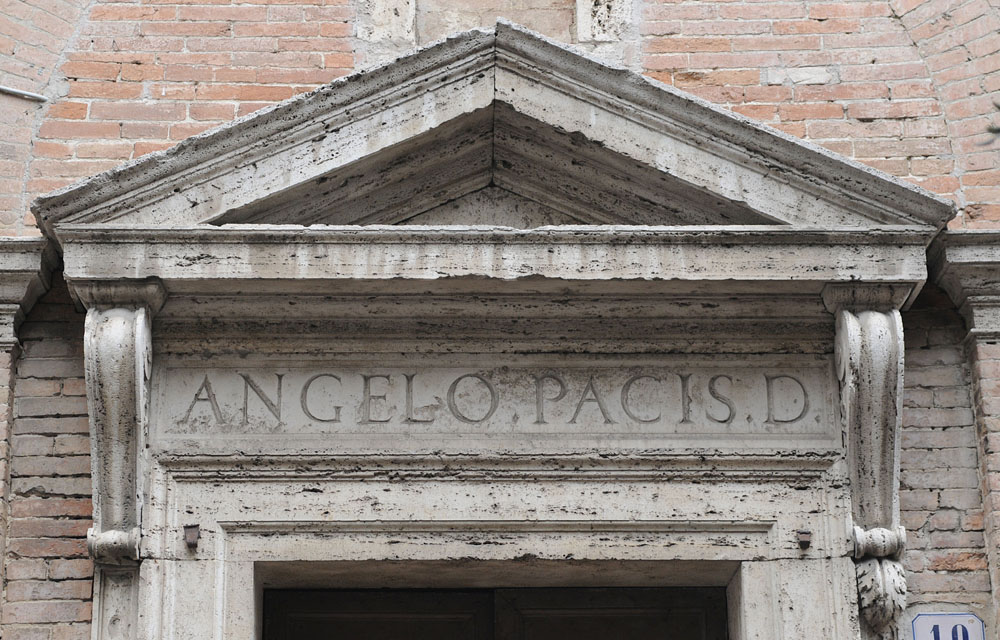
Timpano triangolare
- Uso del timpano negli ordini architettonici: dorico, ionico, corinzio, tuscanico, composito
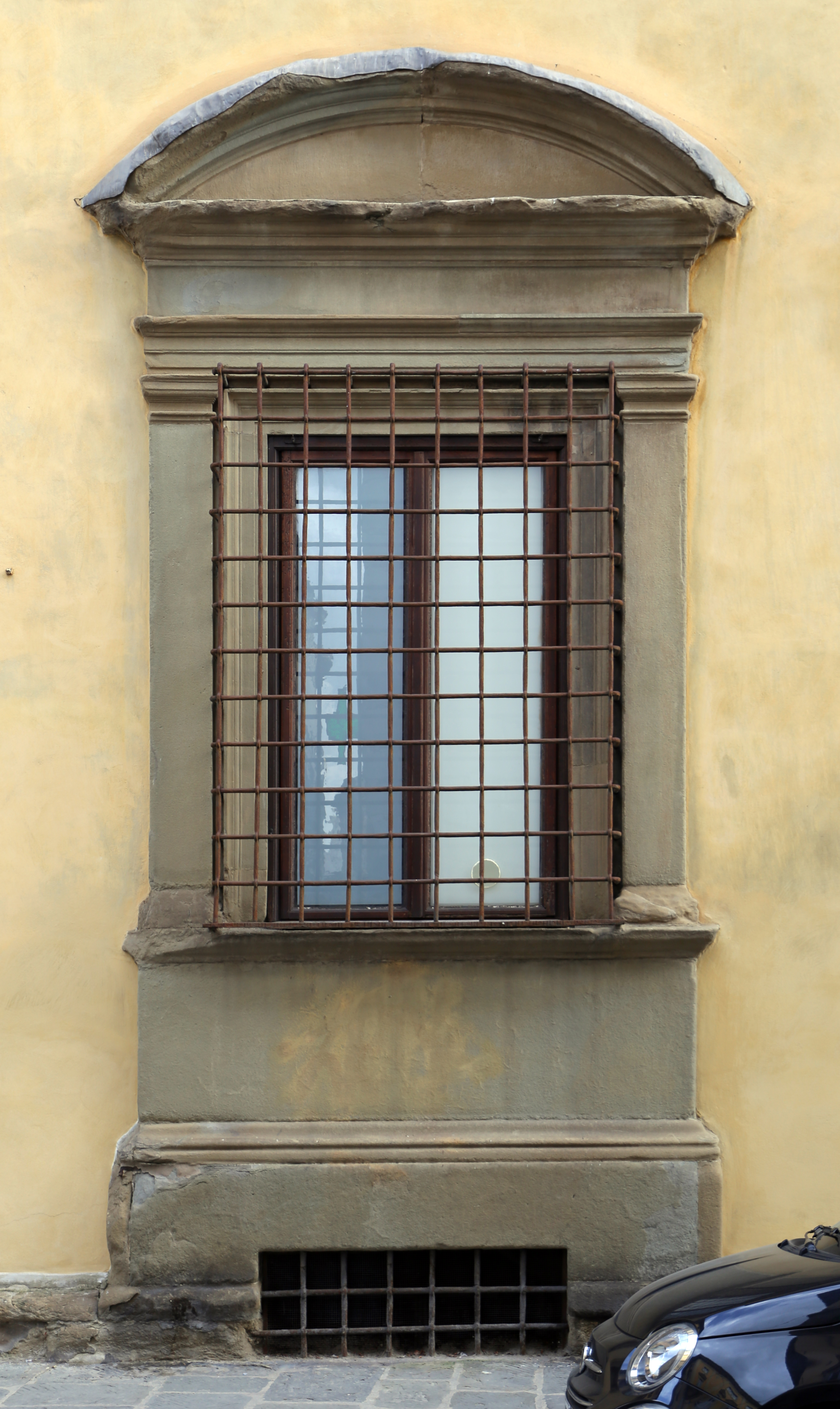
Finestra con timpano centinato
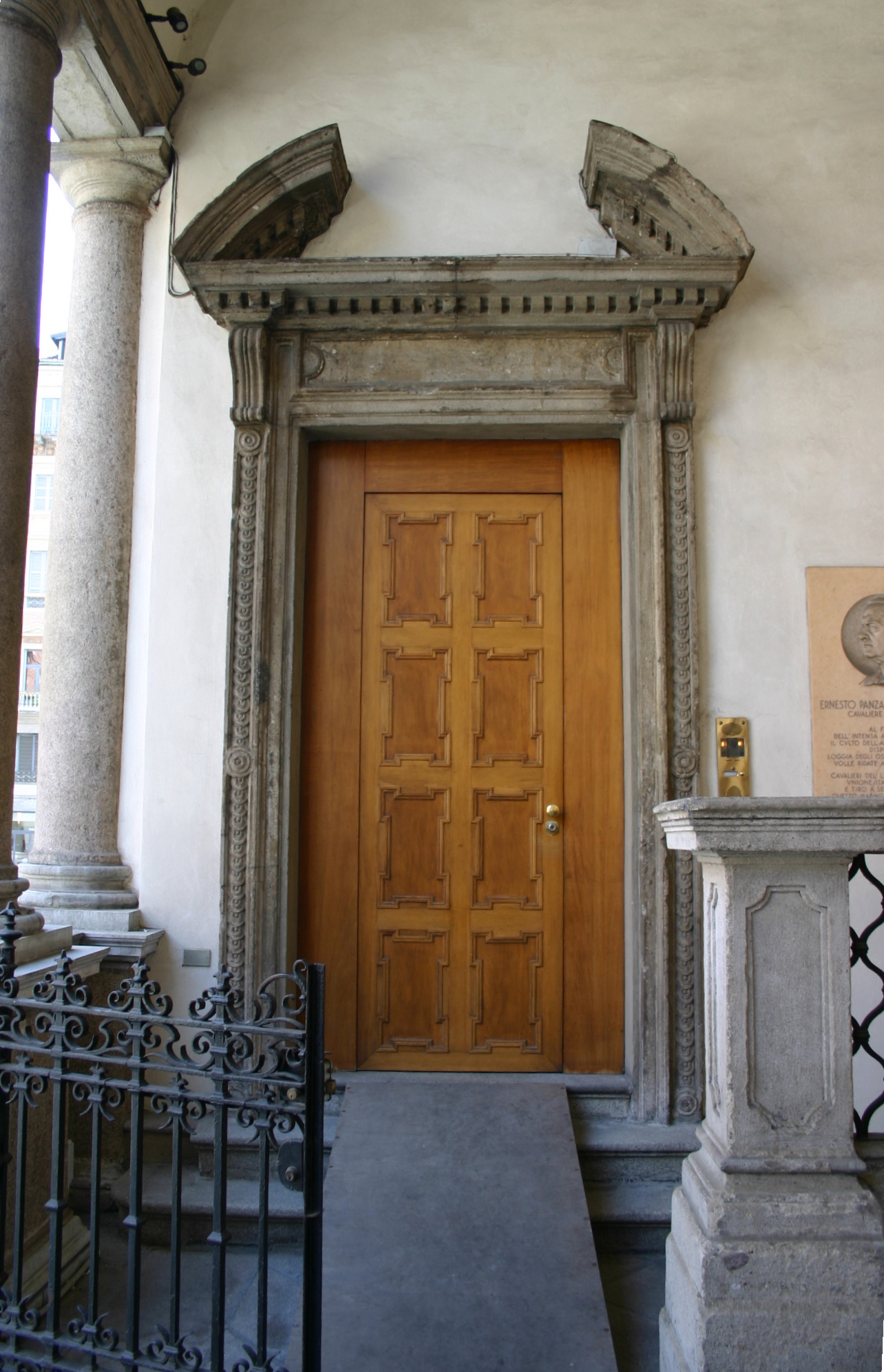
Porta con timpano spezzato
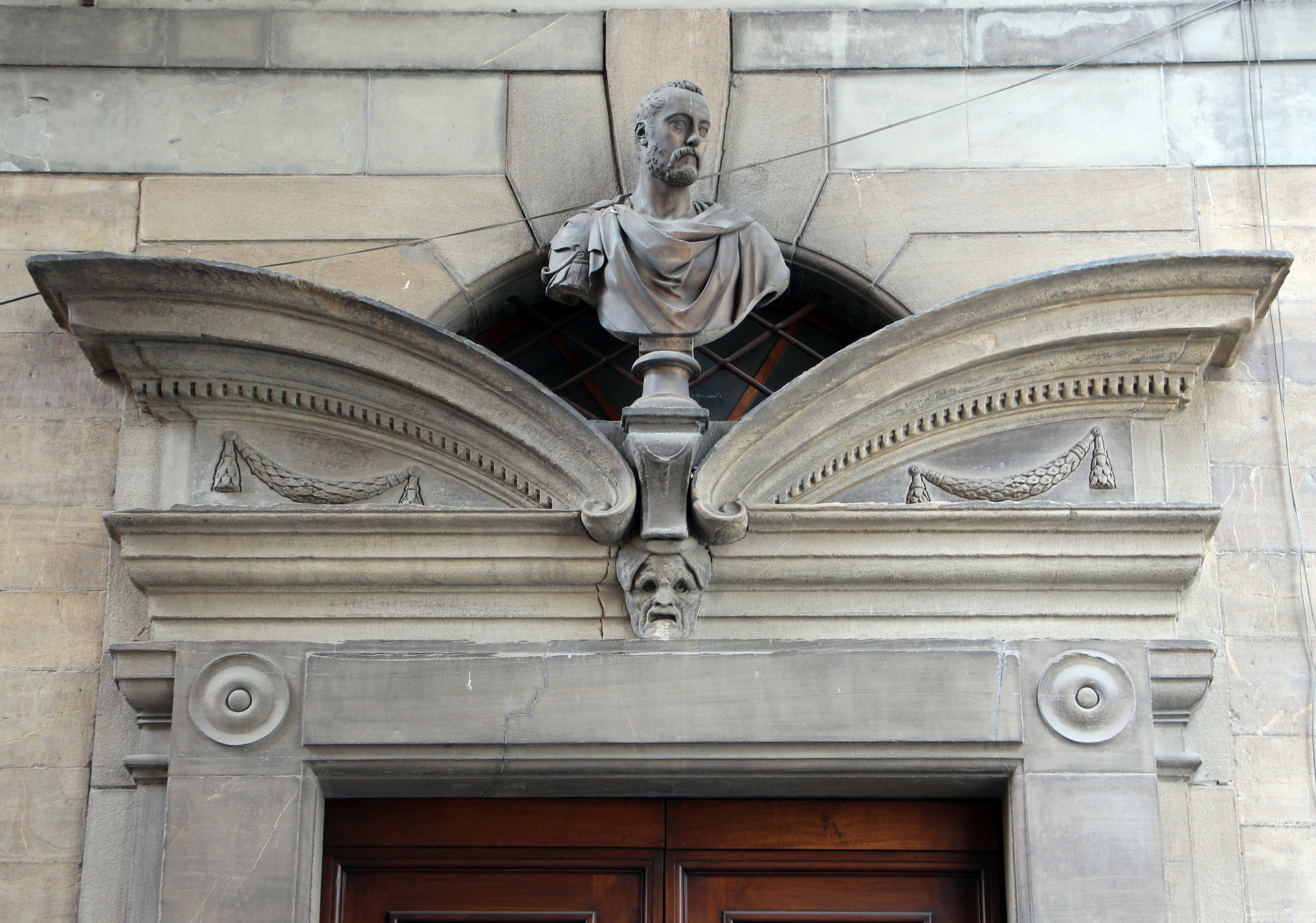
Timpano spezzato e invertito (porta delle Suppliche, Firenze)